# Кама (філософія)
Кама — поняття індійської філософії, що означає приємність, задоволення чуттів, сповнення сексуальних потреб, бажання, ерос та естетичне задоволення від життя.
Кама розглядається індуїзмом як одна з чотирьох пурушартх (цілей життя) — інші три суть дхарма (обов'язок), артха (статус у світі) та мокша (спасіння).
Також Камадева — індуїстський бог кохання.